# کاریزان ملااحمد
کاریزان ملااحمد یا کاریزان ملامحمد روستایی در بخش نصرآباد شهرستان تربت جام استان خراسان رضوی ایران است.

## جمعیت
این روستا در دهستان کاریزان بخش نصرآباد شهرستان تربت جام واقع شده و بر اساس سرشماری سال ۱۳۸۵ جمعیت آن ۲۴۶ نفر (۶۵ خانوار)
بوده است.

## منبع
1. ↑  «درگاه ملی آمار ایران». بایگانی‌شده از اصلی در ۸ اکتبر ۲۰۰۷. دریافت‌شده در ۱ ژوئیه ۲۰۰۸.